# Чемпіонат Європи з футболу 1988 (склади команд)/СРСР

## Складзбірної СРСРнаЧемпіонаті Європи 1988року
| №               | Гравець              | Клуб (у 1988)    | Дата народження  | Вік      | Ігор                        | Голів                       |                             |
| Воротарі        | Воротарі             | Воротарі         | Воротарі         | Воротарі | Воротарі                    | Воротарі                    | Воротарі                    |
| --------------- | -------------------- | ---------------- | ---------------- | -------- | --------------------------- | --------------------------- | --------------------------- |
| 1               | Рінат Дасаєв         | Спартак (Москва) | 13 червня 1957   | 30       |                             |                             |                             |
| 16              | Віктор Чанов         | Динамо (Київ)    | 21 серпня 1959   | 28       |                             |                             |                             |
| Нападники       |                      |                  |                  |          |                             |                             |                             |
| 7               | Сергій Алейніков     | Динамо (Мінськ)  | 7 листопада 1961 | 26       |                             |                             |                             |
| 10              | Олег Протасов        | Динамо (Київ)    | 4 лютого 1964    | 24       |                             |                             |                             |
| 11              | Ігор Беланов         | Динамо (Київ)    | 25 вересня 1960  | 27       |                             |                             |                             |
| 15              | Олексій Михайличенко | Динамо (Київ)    | 30 березня 1963  | 25       |                             |                             |                             |
| 17              | Сергій Дмитрієв      | Зеніт            | 17 березня 1964  | 24       |                             |                             |                             |
| Півзахисники    |                      |                  |                  |          |                             |                             |                             |
| 6               | Василь Рац           | Динамо (Київ)    | 25 квітня 1961   | 27       |                             |                             |                             |
| 8               | Геннадій Літовченко  | Динамо (Київ)    | 11 вересня 1963  | 24       |                             |                             |                             |
| 9               | Олександр Заваров    | Динамо (Київ)    | 24 квітня 1961   | 27       |                             |                             |                             |
| 18              | Сергій Гоцманов      | Динамо (Мінськ)  | 27 травня 1959   | 29       |                             |                             |                             |
| 20              | Віктор Пасулько      | Спартак (Москва) | 1 січня 1961     | 27       |                             |                             |                             |
| Захисники       |                      |                  |                  |          |                             |                             |                             |
| 2               | Володимир Безсонов   | Динамо (Київ)    | 5 березня 1958   | 30       |                             |                             |                             |
| 3               | Вагіз Хідіатулін     | Спартак (Москва) | 3 березня 1959   | 29       |                             |                             |                             |
| 4               | Олег Кузнецов        | Динамо (Київ)    | 22 березня 1963  | 25       |                             |                             |                             |
| 5               | Анатолій Дем'яненко  | Динамо (Київ)    | 19 лютого 1959   | 29       |                             |                             |                             |
| 12              | Іван Вишневський     | Дніпро           | 21 лютого 1957   | 31       |                             |                             |                             |
| 13              | Тенгіз Сулаквелідзе  | Динамо (Тбілісі) | 23 липня 1956    | 31       |                             |                             |                             |
| 14              | В'ячеслав Сукристов  | Жальгіріс        | 1 січня 1962     | 26       |                             |                             |                             |
| 19              | Сергій Балтача       | Динамо (Київ)    | 17 лютого 1958   | 30       |                             |                             |                             |
| Головний тренер |                      |                  |                  |          |                             |                             |                             |
| СРСР            | Валерій Лобановський |                  | 6 січня 1939     | 49       | Середній вік гравців: 27,87 | Середній вік гравців: 27,87 | Середній вік гравців: 27,87 |
|                 |                      |                  |                  |          |                             |                             |                             |

| Гравців національного чемпіонату: | Гравців національного чемпіонату:          | 20    |
|                                   | Динамо (Київ)                              | 11    |
|                                   | Спартак (Москва)                           | 3     |
|                                   | Динамо (Мінськ)                            | 2     |
|                                   | Динамо (Тбілісі), Дніпро, Жальгіріс, Зеніт | по 1  |
| Легіонерів:                       | Легіонерів:                                | немає |